# شهرستان گرگوری (داکوتای جنوبی)
شهرستان گرگوری، داکوتای جنوبی (به انگلیسی: Gregory County, South Dakota) یک سکونتگاه مسکونی در ایالات متحده آمریکا است که در داکوتای جنوبی واقع شده‌است.

## خصوصیات
شهرستان گرگوری ۲٬۷۲۸ کیلومترمربع مساحت دارد.